# Brudne Dzieci Sida
Brudne Dzieci Sida – jednoosobowy zespół punkrockowy, założony pod koniec lat 90. przez Grzegorza Kmitę „Patyczaka”. Nazwa zespołu nawiązuje do osoby Sida Viciousa, basisty punkowego zespołu Sex Pistols.
Jedne z pierwszych występów miały miejsce podczas Przystanku Woodstock, Brudne Dzieci Sida występowały również podczas innych letnich festiwali muzycznych (m.in. w Krotoszynie).
Brudne Dzieci Sida, dzięki elementom liryki w swoich tekstach zyskały miano punkowej poezji śpiewanej.

## Dyskografia
- Trzy akordy darcie mordy – kaseta (1997)
- Love Kills czyli brudne piosenki stare i nowe (MAMI Records) 2000 r.
- Starzy Sida – wspólnie ze Starymi Singers (Oficyna Agrafka 2002),
- Love Kills – reedycja kasety z 2000 roku na CD (2005)